# Ковалёвка (Ровнянская сельская община)
Ковалёвка (укр. Ковалівка) — село в Ровнянской сельской общине Новоукраинского района Кировоградской области Украины.
Население по переписи 2001 года составляло 84 человека. Почтовый индекс — 27142. Телефонный код — 5251. Код КОАТУУ — 3524083204.